# El paraíso (película)
El paraíso es una película en blanco y negro de Argentina dirigida por Karl Ritter sobre su propio guion desarrollado en castellano por Roberto Tálice que se estrenó el 5 de febrero de 1953 y que tuvo como protagonistas a Eduardo Rudy, Renée Dumas, Florindo Ferrario, Nathán Pinzón y Eloy Álvarez.

## Sinopsis
Una pareja de recién casados que dejó el campo para tentar fortuna en la ciudad se encuentra con una banda de delincuentes.

## Reparto
- Oscar Freyre
- Paola Loew
- Eduardo Rudy
- Renée Dumas
- Florindo Ferrario
- Nathán Pinzón
- Eloy Álvarez

## Comentarios
Noticias Gráficas opinó de la película:

”Su relato, amparado por una ecelente fotografía, tiene marcada ingenuidad.”

Por su parte Manrupe y Portela escriben:

”La antítesis campo-pureza / ciudad-perdición, enfocada por un director extranjero en una película curiosa, con pretensiones de neorrealismo a tono con la época.”